# Filippetto de Marinis
Filippetto de Marinis (Napoli, 2 maggio 1778 – Napoli, 1º ottobre 1799) è stato un patriota italiano, unico figlio maschio di Giovan Andrea, marchese di  Genzano e principe di Striano. Giovane idealista, prese parte attiva alla  Repubblica Napoletana, ricoprendo incarichi militari importanti. Repressa nel sangue l’idea rivoluzionaria, venne arrestato, processato e condannato a morte. Fu decapitato a Napoli, in piazza Mercato, il 1º ottobre 1799.

## Biografia

### La famiglia de Marinis
Gli antenati di Filippetto de Marinis (1778-1799), originariamente chiamati Marino, Marini, di Marino, di Marini e infine de Marinis, erano dei ricchi mercanti genovesi trapiantatisi a Napoli all’inizio del sec. XVII e divenuti poi possessori di diversi feudi in Basilicata e in Campania.
I primi a diventare signori di Genzano (oggi Genzano di Lucania, in provincia di Potenza) furono i fratelli Giambattista e Stefano, che nel 1616 acquistarono il feudo, messo in vendita dal marchese Andrea del Tufo.
Il 1650 Giovanni Giacomo I ottenne il titolo di "marchese" trasmissibile ai discendenti. Il marchese Giovanni Giacomo II, diventato anche principe di Striano (NA) il 1705 e di Palazzo San Gervasio (PZ) il 1718, per i suoi meriti fu creato "Grande di Spagna" dall’imperatore Carlo VI.
Tutti questi titoli passarono ai successori, fino a Giovanni Andrea, padre di Filippetto.
Giovanni Andrea Stefano Carlo Giuseppe, nato il 24 novembre 1757 da Filippo e Costanza d’Avalos, diventò marchese di Genzano a otto anni non ancora compiuti, succedendo al nonno Giovanni Giacomo II, morto il 6 novembre 1753: toccò a lui terzogenito, dato che erano già deceduti suo padre (il 19 gennaio 1758) e i primi due fratelli, entrambi chiamati "Giovanni Giacomo". 

### Nascita e formazione di Filippetto
Filippo (che la famiglia e gli amici chiameranno Filippetto) nacque a Napoli nel palazzo di via Medina (n. 24, oggi) il 2 maggio 1778, alle ore cinque e un quarto, da Giovanni Andrea (marchese di Genzano, principe di Palazzo San Gervasio e di Striano, barone di Oppido Lucano e di Poggiomarino) e da Elisabetta Caracciolo dei duchi di Martina (odierna Martina Franca, in provincia di Taranto).
Filippetto era il primogenito che, se non fosse scomparso prematuramente, sarebbe succeduto al padre. Il 18 maggio 1779 nacque la sorella Maria Costanza, ma dopo una settimana, il 25 maggio, morì la loro madre Elisabetta (o Isabella). Giovanni Andrea non si risposò mai e dei due bambini ebbe cura la nonna paterna Costanza d’Avalos.
Come altri rampolli della nobiltà napoletana, anche il marchesino Filippo seguì gli studi nel Collegio dei Nobili, dove, secondo Mariano D’Ayala, avrebbe avuto fra gli insegnanti un sacerdote di nome Galeno. Il Collegio dei Nobili detto anche Seminario dei Nobili era affidato ai chierici regolari di Somasca (Ordo Clericorum Regularium a Somascha), i quali, oltre ad assistere materialmente gli orfani e le donne traviate, si dedicavano all’insegnamento nei seminari per i giovani dell’aristocrazia.
I Padri Somaschi erano obbligati a svolgere un programma di educazione uguale a quello già seguito dalla Compagnia di Gesù, che a fine Settecento risultava piuttosto anacronistico. Così si continuava con una forma di istruzione severa, repressiva, improntata a modelli superati e inadeguati.
Le materie di insegnamento erano: eloquenza, retorica, lingua latina, lingua greca, belle arti, geografia, filosofia, diritto, matematica, geometria, fisica sperimentale, astronomia, scienze, teologia dogmatica, storia sacra, catechismo, teoria e storia militare. La preparazione culturale comprendeva tante discipline, ma restava alquanto tradizionale e seicentesca soprattutto in ambito umanistico (storico, filosofico, economico, giuridico), non contemplando ancora il pensiero degli innovatori e dei riformisti.
Filippetto, uscito dal collegio, approfondì gli studi privatamente, guidato da un bravo precettore lombardo, tale Sestio Cavalcabò, un prete originario di Cremona o di Viadana (in provincia di Mantova).
Il Cavalcabò era un intellettuale dalle idee avanzate e coraggiose, per il quale la cultura non era un’acquisizione di nozioni fredde e astratte, ma una guida alla vita e all’azione. Il Cavalcabò, nonostante l’ambiente retrivo di casa de Marinis, riuscì a infondere nel giovane discepolo una viva passione per i grandi ideali: la giustizia, la patria, il progresso, la cultura.
Ben presto il Marchesino mostrò un forte interesse per la politica. Il 25 agosto 1796, quando aveva appena diciott’anni, il Sedile di Porto, cui era aggregato come diversi altri nobili, lo propose, assieme a Giuseppe Riario, fra i sei Eletti. Oltre a Filippetto de Marinis, molti altri giovani nobili
furono accesi rivoluzionari, partecipando attivamente all’instaurazione della Repubblica Napoletana.

### L'attività rivoluzionaria
Filippetto de Marinis ricoprì importanti incarichi nella Repubblica Napoletana, prima come sergente nella Guardia Nazionale e poi come tenente nella compagnia di Niccolò Pacifico e, soprattutto, come aiutante di campo del generale Pasquale Matera.
Fallito il sogno repubblicano, fu arrestato il 13 luglio e, in attesa del processo, fu incarcerato quasi certamente in una prigione cittadina, e non nell’isola di Santo Stefano.
Tutti i verbali dei processi, cui furono sottoposti tanti rivoluzionari, furono distrutti per ordine del re Ferdinando IV, ma abbiamo una copia di ciò che riguarda i tre fratelli Pignatelli Strongoli e, in parte, il marchesino di Genzano. Infatti, la famiglia Pignatelli Strongoli fece fare un estratto del processo, prima del 31 gennaio 1800, data in cui entrò in vigore l’editto del re. Dato che l’interesse era concentrato sui tre fratelli, il copista estrasse integralmente le audizioni di Ferdinando, Mario e Vincenzo e di diversi testimoni e parzialmente quella di Filippo Marini. Il titolo di questo documento è Copia del processo per i rei di Stato Don Ferdinando, Don Mario e Don Vincenzo Pignatelli Strongoli, D. Filippo Marini Genzano e Bartolomeo Apicelli, 22 settembre 1799.
La testimonianza più ricca di particolari è quella di Sebastiano Biondi, servidore del marchese di Genzano, registrata nel folio 125 del processo e trascritta nelle pp. 18v, 19r-v, 20r-v, 21r-v del fascicoletto realizzato e conservato dalla famiglia Pignatelli Strongoli. Utilizzando questa testimonianza e quella di diversi altri servitori, camerieri, facchini, portieri di casa de Marinis, oltre alle informazioni fornite dal proprietario e da un cameriere della locanda Gran Bretagna, i giudici formularono una serie di gravi capi d’accusa. 

### Processo e morte
Michele Battaglino nel suo libro riporta la fotocopia e la trascrizione delle varie testimonianze e fissa tutte le tappe (giorno e mese: dal 13 gennaio al 13 luglio 1799) dell’attività rivoluzionaria.
I reati contestati al Marchesino dalla seconda Giunta di Stato furono i seguenti: 
- aver frequentato, anche prima del 1799, altri rivoluzionari come Giacomo Filomarino, duca di Perdifumo, e i fratelli Vincenzo, Luigi e Giuseppe Riario Sforza marchesi di Corleto;
- essere andato incontro alle truppe francesi (entrate in Napoli) con le braccia aperte e dicendo con giubilo agli Ufficiali: «Benvenuti! Viva la libertà, viva l’uguaglianza!»;
- aver indossato l’uniforme repubblicana, con la quale usciva sempre;
- aver ospitato nel suo palazzo un generale francese, la moglie, il segretario e quattordici soldati;
- aver servito nella Guardia Nazionale col grado di sergente, montando la guardia a s. Tommaso d’Aquino e a Palazzo;
- essere diventato tenente e, poi, aiutante di campo del generale Pasquale Matera;
- aver ospitato una notte a casa sua il suddetto generale;
- aver partecipato a diverse spedizioni: a Benevento contro i sanfedisti ed essere stato sconfitto; a Nola e a Pozzuoli contro gli insorgenti; in città contro le armi del re;
- aver gridato «Viva la libertà! Muoia il tiranno!» durante i cortei;
- aver fatto lo stesso in un corteo per via Fontana Medina, capeggiato da Michele’o Pazzo, sventolando con la mano un fazzoletto bianco;
- essersi vantato, assieme al Matera (mentre stava a tavola con altri cavalieri nella locanda della Gran Bretagna), di aver ucciso molti insorgenti a Benevento;
- aver minacciato che, se il popolo napoletano si fosse rivoltato, lui e il Matera avrebbero fatto una santa fede incendiaria con 18.000 torce incendiarie[10].

Incluso nella prima classe per questi reati, Filippetto venne condannato alla decapitazione, che fu eseguita a Napoli, in piazza Mercato, il 1° ottobre 1799. Aveva solo ventun anni.